# Leichtathletik-Weltmeisterschaften 2007/1500 m der Frauen

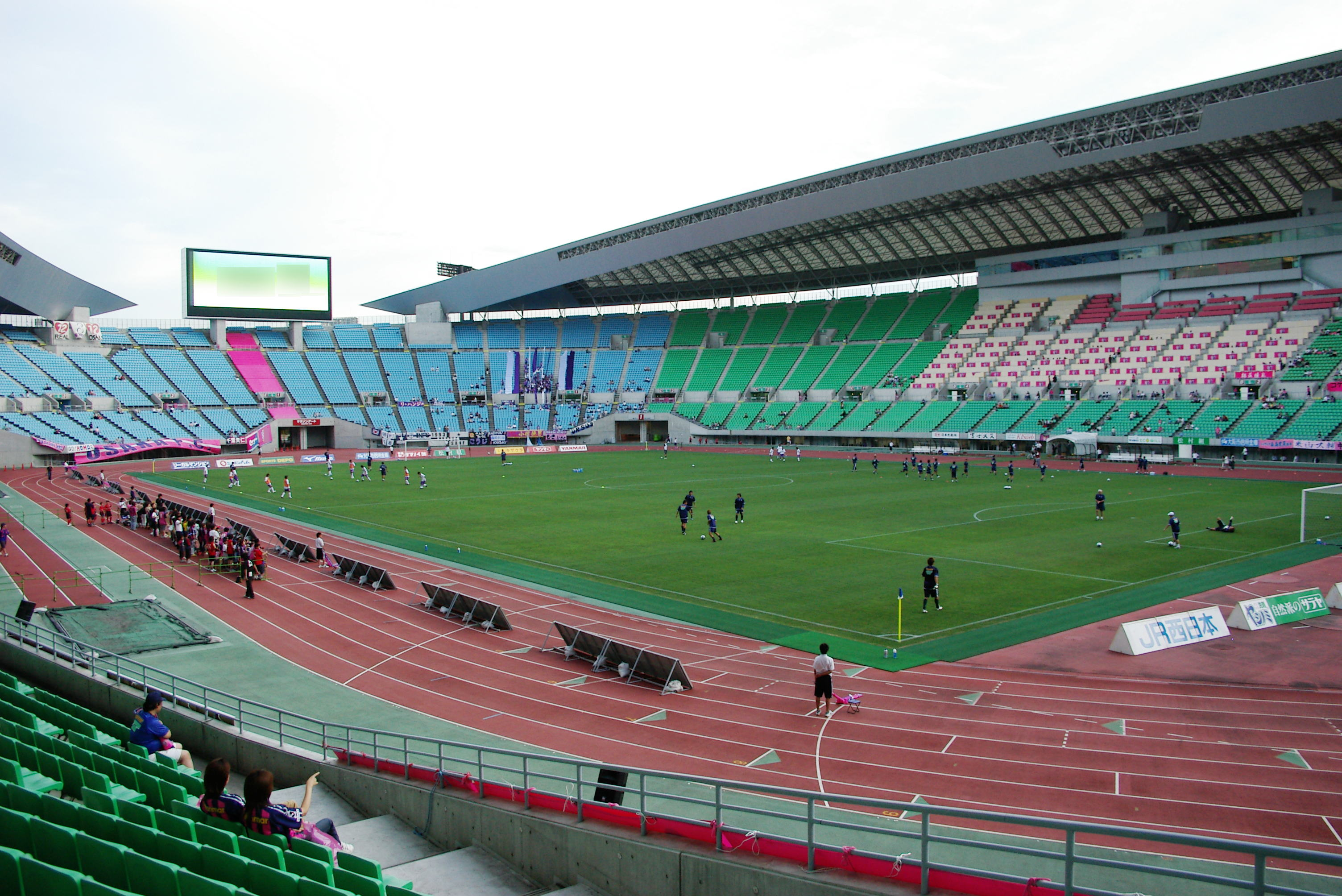
Das Nagai-Stadion in Osaka im Jahr 2004

Der 1500-Meter-Lauf der Frauen bei den Leichtathletik-Weltmeisterschaften 2007 wurde vom 29. bis 2. September 2007 im Nagai-Stadion der japanischen Stadt Osaka ausgetragen.
Weltmeisterin wurde Maryam Yusuf Jamal aus Bahrain. Sie hatte bei den Asienspielen 2006 die Rennen über 800 und 1500 Meter gewonnen. Auf den zweiten Platz kam die Ukrainerin Iryna Lischtschynska. Bronze ging an die bulgarische EM-Dritte von 2006 Daniela Jordanowa.

## Bestehende Rekorde
| Weltrekord | 3:50,46 min | Qu Yunxia          | Peking, Volksrepublik China  | 11. September 1993 |
| WM-Rekord  | 3:58,52 min | Tatjana Tomaschowa | WM 2003 in Paris, Frankreich | 31. August 2003    |

Der bestehende WM-Rekord wurde bei diesen Weltmeisterschaften nicht eingestellt und nicht verbessert. Weltmeisterin Maryam Yusuf Jamal verfehlte diesen Rekord im Finale allerdings nur um 23 Hundertstelsekunden.
Es wurden zwei Landesrekorde aufgestellt:
- 4:08,02 min – Marina Munćan (Serbien), 2. Halbfinale am 31. August
- 4:07,61 min – Agnes Samaria (Namibia), Finale am 2. September

## Doping
Die Russinnen Jelena Sobolewa (ursprünglich auf Platz zwei in 3:58,99 min) und Julija Fomenko (ursprünglich auf Platz sieben in 4:02,46 min) wurden kurz vor den Olympischen Spielen 2008 nach der Auswertung von Nachtests mit positiven Resultaten zusammen mit fünf weiteren russischen Sportlern für zwei Jahre gesperrt. Ihre Resultate bei diesen Weltmeisterschaften wurden annulliert.
Es kam zu zahlreichen Benachteiligten, betroffen waren in erster Linie sechs Athletinnen.
- zwei Läuferinnen, die erst nachträglich zu den ihnen zustehenden Medaillen kamen:
  - Iryna Lischtschynska, Ukraine – rückte auf von Bronze zu Silber
  - Daniela Jordanowa, Bulgarien –  erhielt  Bronze weit verspätet und konnte nicht an der Siegerehrung teilnehmen
- zwei Läuferinnen, denen die Finalteilnahme versperrt blieb:
  - Hilary Stellingwerff, Kanada – hätte über ihre Platzierung am Finale teilnehmen dürfen
  - Marina Munćan, Serbien – hätte über ihre Zeit am Finale teilnehmen dürfen
- zwei Läuferinnen, die über ihre Zeit am Halbfinale hätten teilnehmen dürfen:
  - Bouchra Chaâbi, Marokko
  - Carmen Douma-Hussar, Kanada

## Vorrunde
Die Vorrunde wurde in drei Läufen durchgeführt. Die ersten sechs Athletinnen pro Lauf – hellblau unterlegt – sowie die darüber hinaus sechs zeitschnellsten Läuferinnen – hellgrün unterlegt – qualifizierten sich für das Halbfinale.

### Vorlauf 1

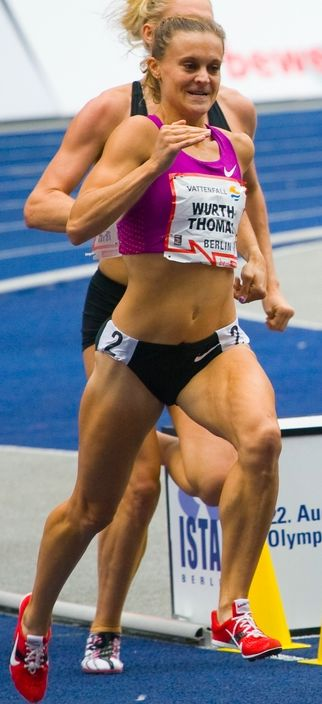
Christin Wurth-Thomas erreichte als Zehnte ihres Vorlaufs nicht die nächste Runde
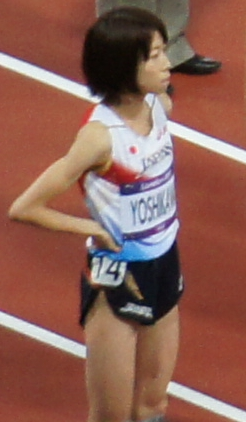
Mit deutlichem Rückstand auf die Qualifikationsplätze schied Mika Yoshikawa in der Vorrunde aus

29. August 2007, 10:00 Uhr
| Platz | Name                   | Nation         | Zeit (min) |
| ----- | ---------------------- | -------------- | ---------- |
| 1     | Mariem Alaoui Selsouli | Marokko        | 4:09,05    |
| 2     | Maryam Yusuf Jamal     | Bahrain        | 4:09,47    |
| 3     | Lidia Chojecka         | Polen          | 4:09,52    |
| 4     | Iris Fuentes-Pila      | Spanien        | 4:09,58    |
| 5     | Hilary Stellingwerff   | Kanada         | 4:09,60    |
| 6     | Abby Westley           | Großbritannien | 4:09,67    |
| 7     | Sarah Jamieson         | Australien     | 4:10,02    |
| 8     | Natalja Pantelejewa    | Russland       | 4:10,69    |
| 9     | Tetjana Holowtschenko  | Ukraine        | 4:10,98    |
| 10    | Christin Wurth-Thomas  | USA            | 4:20,21    |
| 11    | Mika Yoshikawa         | Japan          | 4:21,64    |
| 12    | Aishath Reesha         | Malediven      | 5:45,25    |
| DNF   | Maria Martins          | Frankreich     |            |

### Vorlauf 2

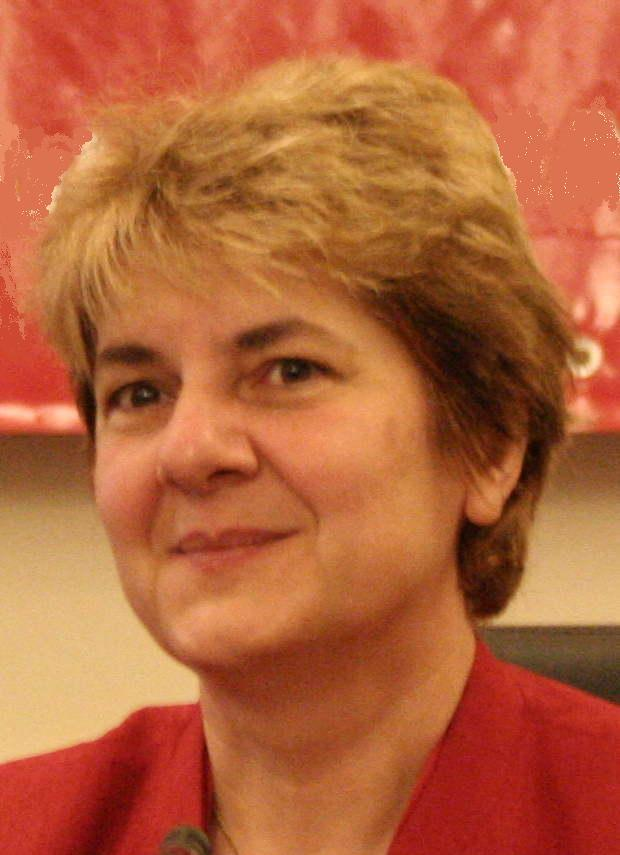
Cristina Vasiloius achter Platz in ihrem Vorlauf reichte nicht zum Weiterkommen

29. August 2007, 10:11 Uhr
| Platz | Name                  | Nation         | Zeit (min)                    |
| ----- | --------------------- | -------------- | ----------------------------- |
| 1     | Iryna Lischtschynska  | Ukraine        | 4:10,03                       |
| 2     | Viola Jelagat Kibiwot | Kenia          | 4:10,53                       |
| 3     | Daniela Jordanowa     | Bulgarien      | 4:10,61                       |
| 4     | Lisa Dobriskey        | Großbritannien | 4:10,61                       |
| 5     | Erin Donohue          | USA            | 4:10,89                       |
| 6     | Dolores Checa         | Spanien        | 4:11,24                       |
| 7     | Nahida Touhami        | Algerien       | 4:14,38                       |
| 8     | Cristina Vasiloiu     | Rumänien       | 4:15,43                       |
| 9     | Wioletta Janowska     | Polen          | 4:18,59                       |
| 10    | Ragnhild Kvarberg     | Norwegen       | 4:21,22                       |
| 11    | Siham Hilali          | Marokko        | 4:22,12                       |
| DOP   | Julija Fomenko        | Russland       | für das Halbfinale zugelassen |

### Vorlauf 3

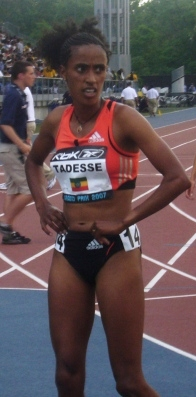
Mestawat Tadesse blieb als Zwölfte ihres Vorlaufs chancenlos

29. August 2007, 10:22 Uhr
| Platz | Name                | Nation                       | Zeit (min)                                         |
| ----- | ------------------- | ---------------------------- | -------------------------------------------------- |
| 1     | Treniere Clement    | USA                          | 4:10,85                                            |
| 2     | Agnes Samaria       | Namibia                      | 4:10,96                                            |
| 3     | Sonja Roman         | Slowenien                    | 4:11,04                                            |
| 4     | Veronica Nyaruai    | Kenia                        | 4:11,04                                            |
| 5     | Lisa Corrigan       | Australien                   | 4:11,11                                            |
| 6     | Natalija Tobias     | Ukraine                      | 4:11,22                                            |
| 7     | Marina Munćan       | Serbien                      | 4:11,24                                            |
| 8     | Bouchra Chaâbi      | Marokko                      | 4:11,51 eigentlich für das Halbfinale qualifiziert |
| 9     | Carmen Douma-Hussar | Kanada                       | 4:12,10 eigentlich für das Halbfinale qualifiziert |
| 10    | Liu Qing            | Volksrepublik China          | 4:12,71                                            |
| 11    | Mestawat Tadesse    | Äthiopien                    | 4:20,46                                            |
| 12    | Wanumbi Kapia       | Demokratische Republik Kongo | 5:45,99                                            |
| DOP   | Jelena Sobolewa     | Russland                     | für das Halbfinale zugelassen                      |

## Halbfinale
In den beiden Halbfinalläufen qualifizierten sich die jeweils ersten fünf Athletinnen – hellblau unterlegt – sowie die darüber hinaus zwei zeitschnellsten Läuferinnen – hellgrün unterlegt – für das Finale.

### Halbfinallauf 1

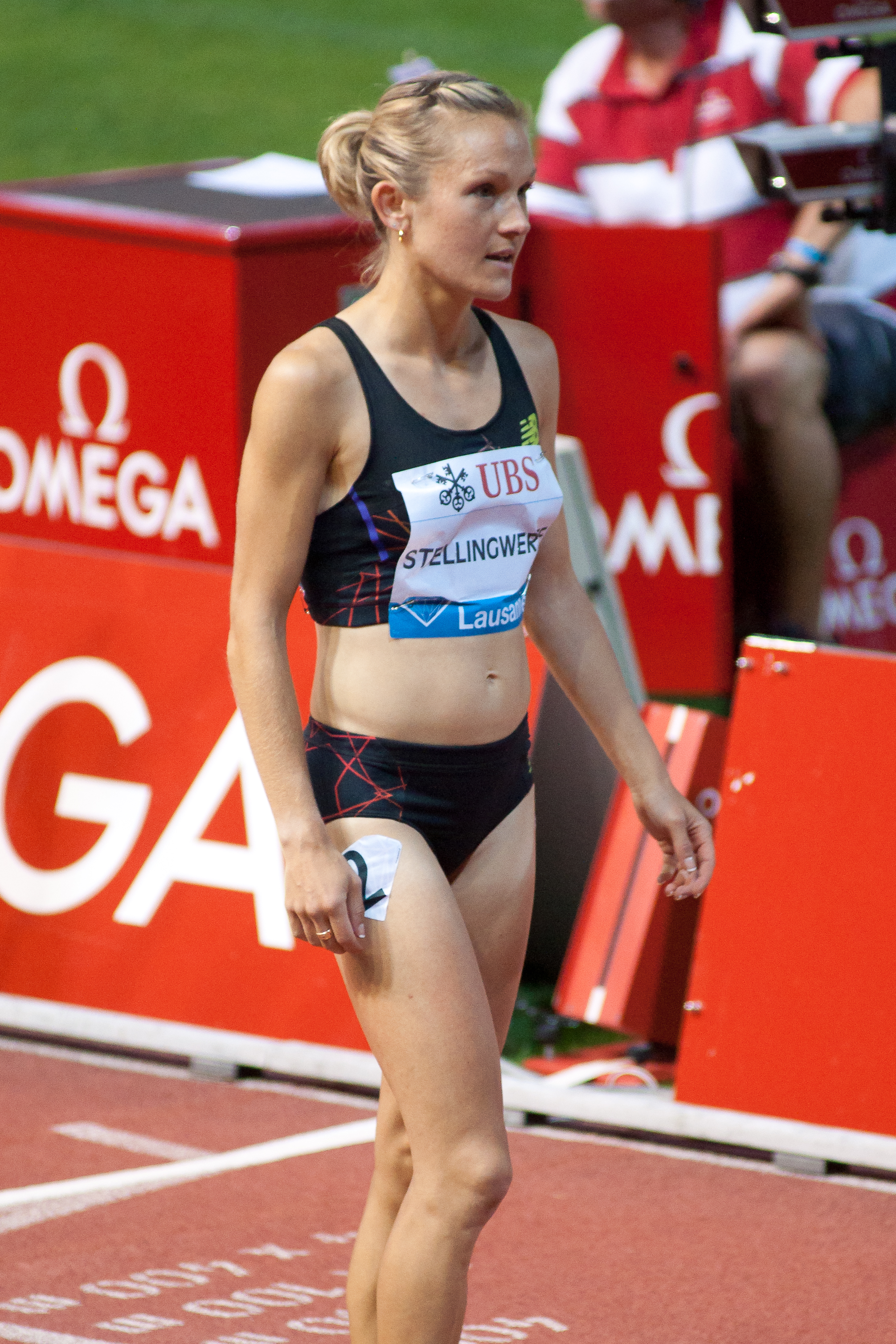
Hilary Stellingwerff hatte sich als Fünftplatzierte ihres Halbfinales eigentlich die Berechtigung zur Finalteilnahme erlaufen

31. August 2007, 19:35 Uhr
| Platz | Name                  | Nation         | Zeit (min)                                     |
| ----- | --------------------- | -------------- | ---------------------------------------------- |
| 1     | Maryam Yusuf Jamal    | Bahrain        | 4:14,86                                        |
| 2     | Natalja Pantelejewa   | Russland       | 4:15,22                                        |
| 3     | Agnes Samaria         | Namibia        | 4:15,36                                        |
| 4     | Natalija Tobias       | Ukraine        | 4:15,43                                        |
| 5     | Hilary Stellingwerff  | Kanada         | 4:15,99 eigentlich für das Finale qualifiziert |
| 6     | Sarah Jamieson        | Australien     | 4:16,20                                        |
| 7     | Abby Westley          | Großbritannien | 4:16,21                                        |
| 8     | Erin Donohue          | USA            | 4:16,41                                        |
| 9     | Tetjana Holowtschenko | Ukraine        | 4:17,97                                        |
| 10    | Dolores Checa         | Spanien        | 4:20,44                                        |
| 11    | Veronica Nyaruai      | Kenia          | 4:21,50                                        |
| DOP   | Julija Fomenko        | Russland       | für das Finale zugelassen                      |

### Halbfinallauf 2
31. August 2007, 19:45 Uhr
| Platz | Name                   | Nation         | Zeit (min)                                          |
| ----- | ---------------------- | -------------- | --------------------------------------------------- |
| 1     | Iryna Lischtschynska   | Ukraine        | 4:03,85                                             |
| 2     | Viola Jelagat Kibiwot  | Kenia          | 4:03,97                                             |
| 3     | Daniela Jordanowa      | Bulgarien      | 4:04,19                                             |
| 4     | Mariem Alaoui Selsouli | Marokko        | 4:05,25                                             |
| 5     | Lidia Chojecka         | Polen          | 4:05,80                                             |
| 6     | Iris Fuentes-Pila      | Spanien        | 4:06,99                                             |
| 7     | Marina Munćan          | Serbien        | 4:08,02 NR – eigentlich für das Finale qualifiziert |
| 8     | Treniere Clement       | USA            | 4:08,32                                             |
| 9     | Lisa Dobriskey         | Großbritannien | 4:08,39                                             |
| 10    | Sonja Roman            | Slowenien      | 4:08,60                                             |
| 11    | Lisa Corrigan          | Australien     | 4:08,79                                             |
| DOP   | Jelena Sobolewa        | Russland       | für das Finale zugelassen                           |

Im zweiten Halbfinale ausgeschiedene Läuferinnen:

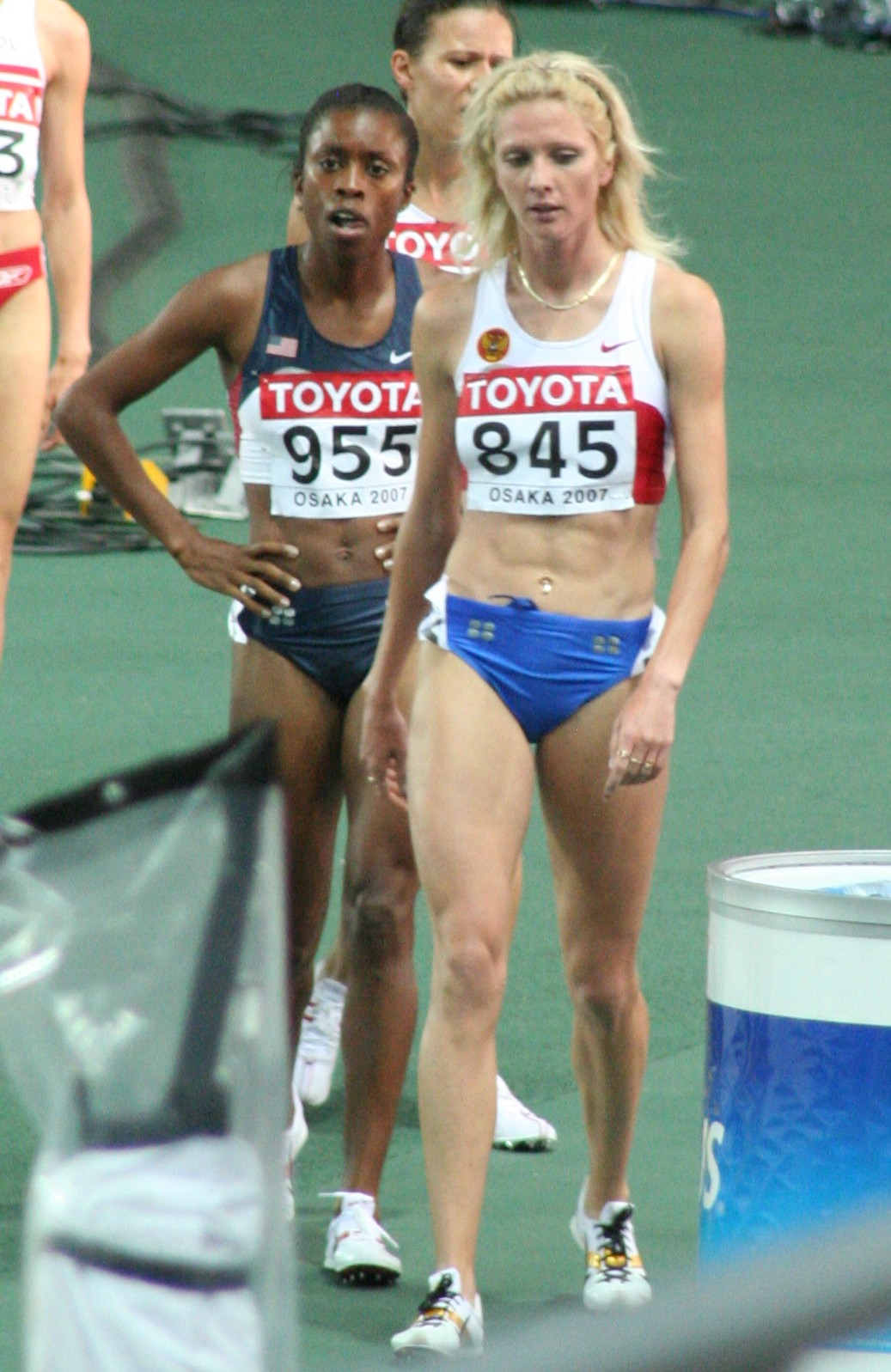
Nach dem zweiten Semifinale: die gedopte Jelena Sobolewa (vorn), die ausgeschiedene Treniere Clement (Nr. 855)
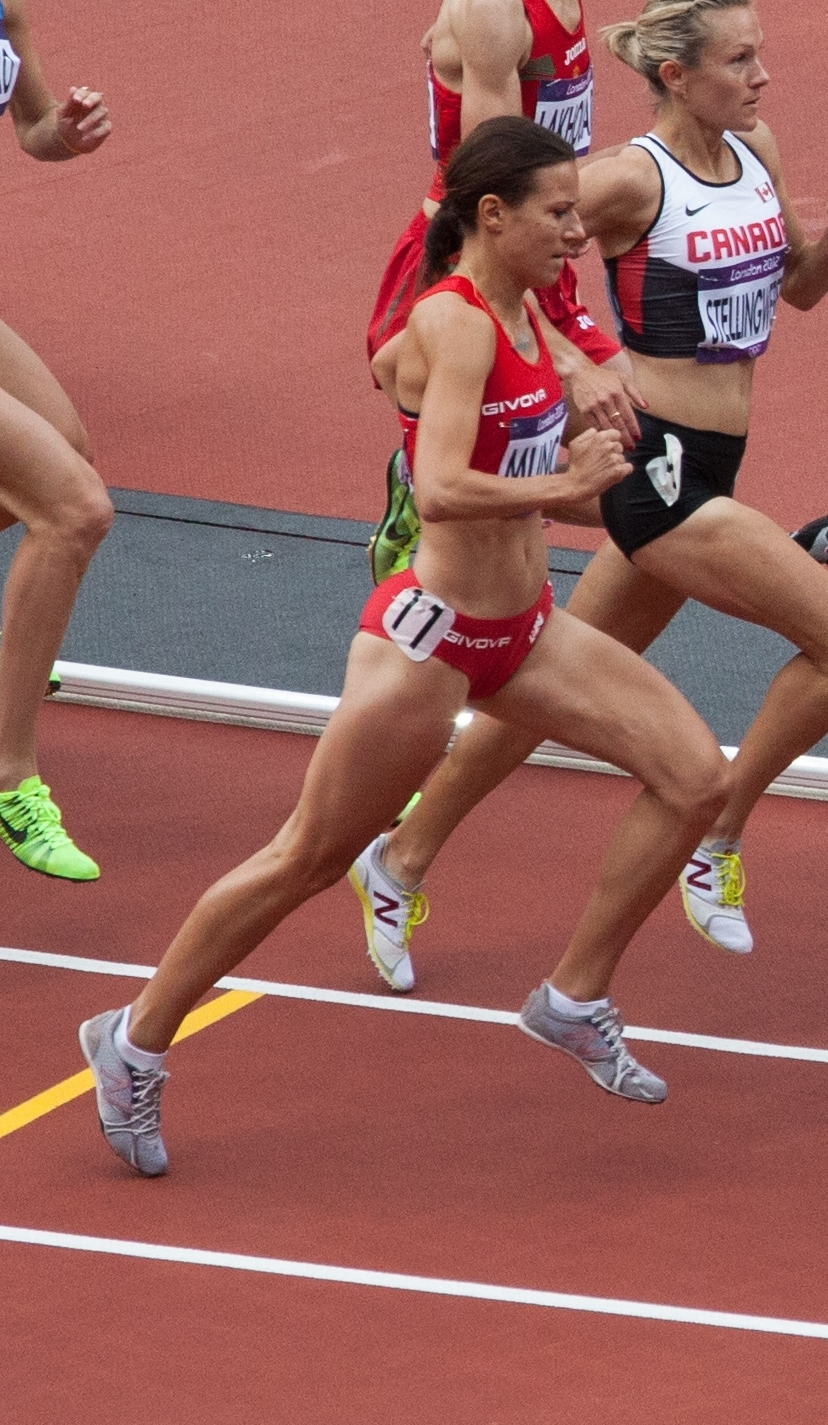
Marina Muncan (außen) schied nur aus, weil ihr die gedopten Wettbewerberinnen den Platz wegnahmen
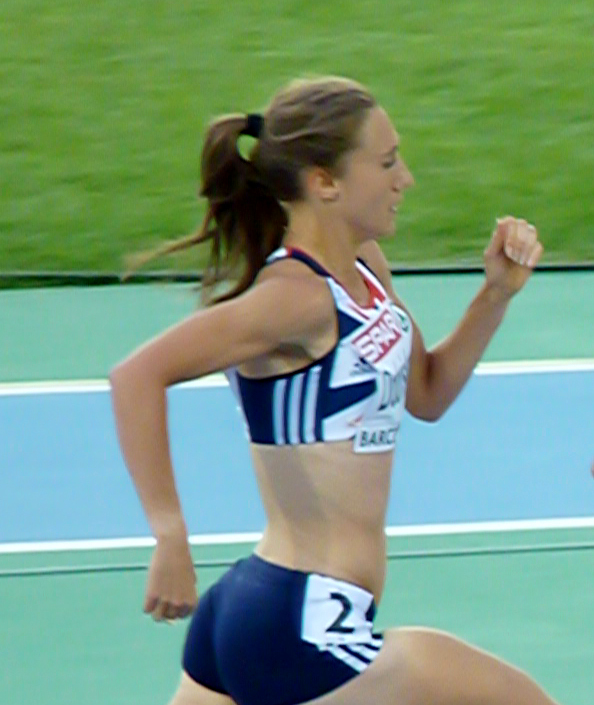
Lisa Dobriskey – als Neunte ihres Halbfinales nicht im Endlauf

## Finale

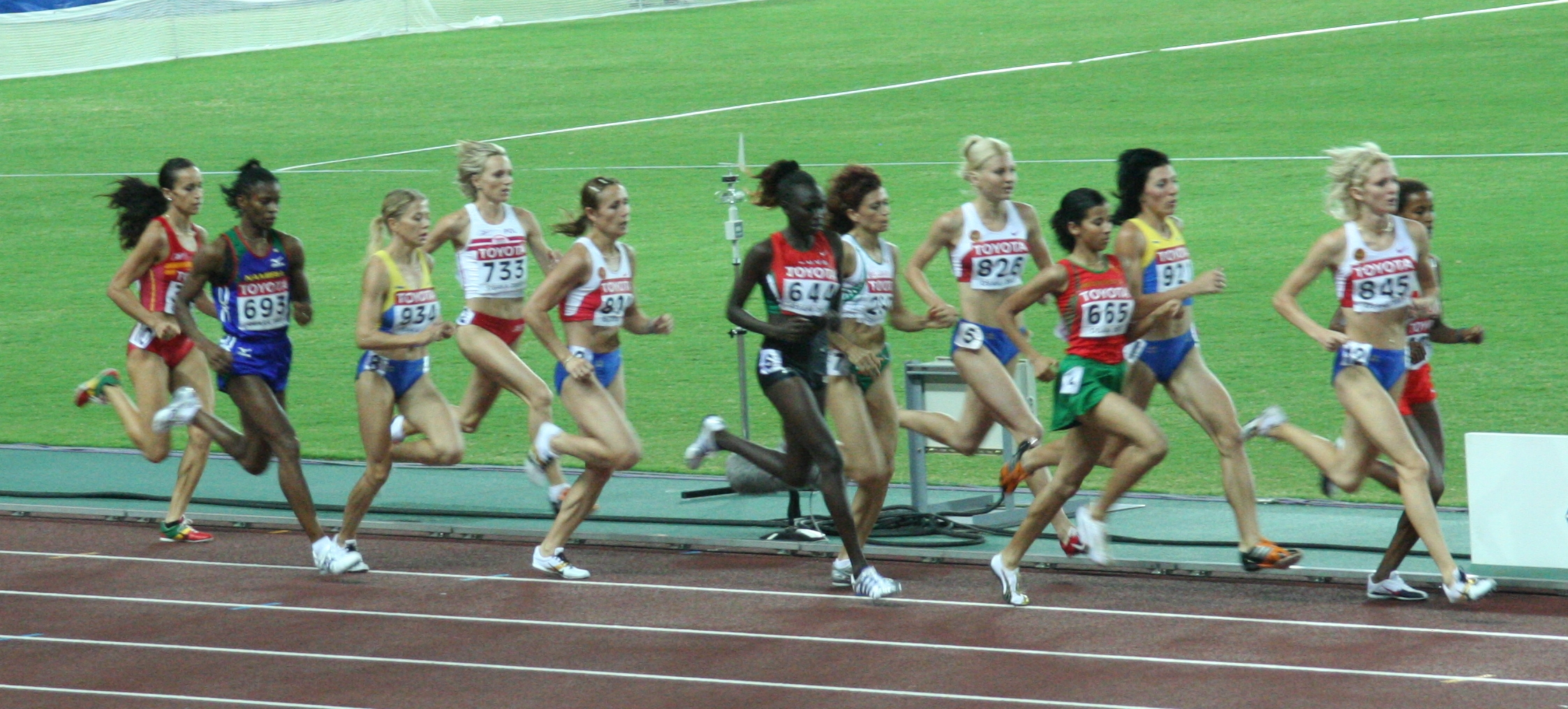
Ein noch dicht geschlossenes 1500-Meter-Finalfeld

2. September 2007, 20:10 Uhr
| Platz | Name                   | Nation    | Zeit (min) |
| ----- | ---------------------- | --------- | ---------- |
| 1     | Maryam Yusuf Jamal     | Bahrain   | 3:58,75    |
| 2     | Iryna Lischtschynska   | Ukraine   | 4:00,69    |
| 3     | Daniela Jordanowa      | Bulgarien | 4:00,82    |
| 4     | Mariem Alaoui Selsouli | Marokko   | 4:01,52    |
| 5     | Viola Jelagat Kibiwot  | Kenia     | 4:02,10    |
| 6     | Agnes Samaria          | Namibia   | 4:07,61 NR |
| 7     | Natalja Pantelejewa    | Russland  | 4:07,87    |
| 8     | Lidia Chojecka         | Polen     | 4:08,64    |
| 9     | Natalija Tobias        | Ukraine   | 4:10,56    |
| 10    | Iris Fuentes-Pila      | Spanien   | 4:14,00    |
| DOP   | Jelena Sobolewa        | Russland  |            |
| DOP   | Julija Fomenko         | Russland  |            |

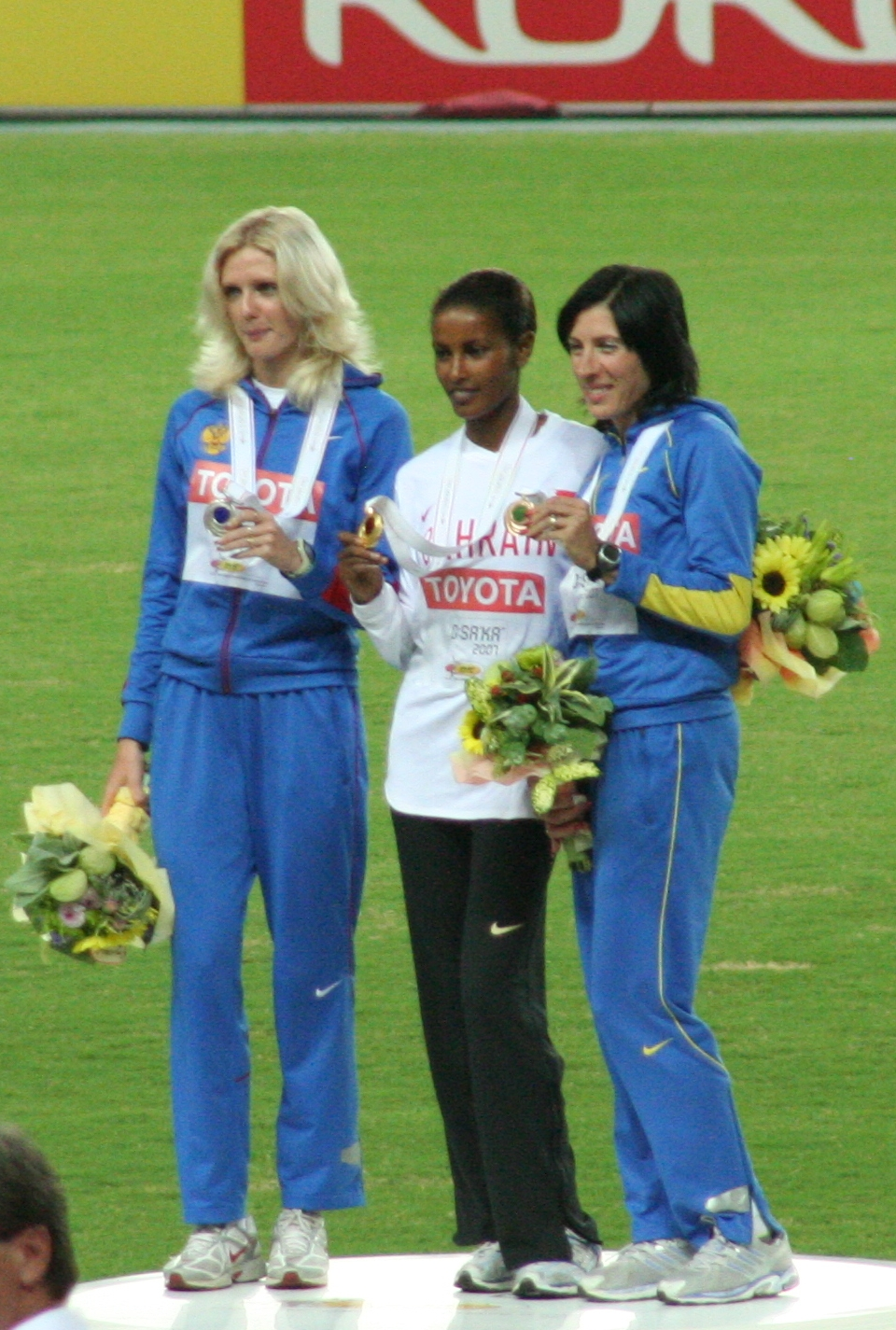
Die ursprüngliche Siegerehrung mit Dopingsünderin Jelena Sobolewa (links), jedoch ohne die drittplatzierte Daniela Jordanowa
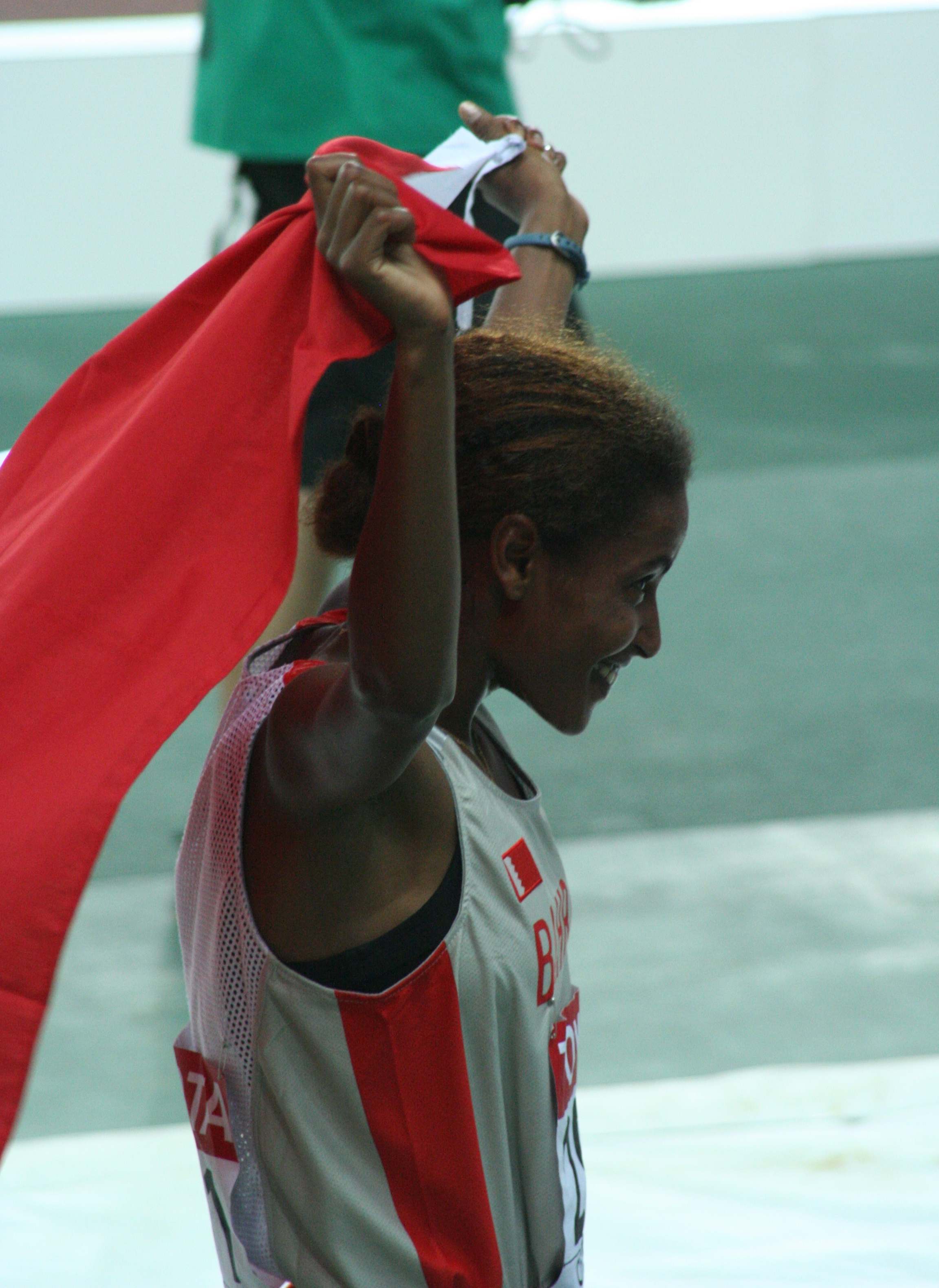
Die feiernde Weltmeisterin Maryam Yusuf Jamal
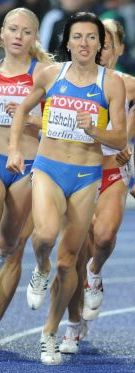
Vizeweltmeisterin Iryna Lischtschynska
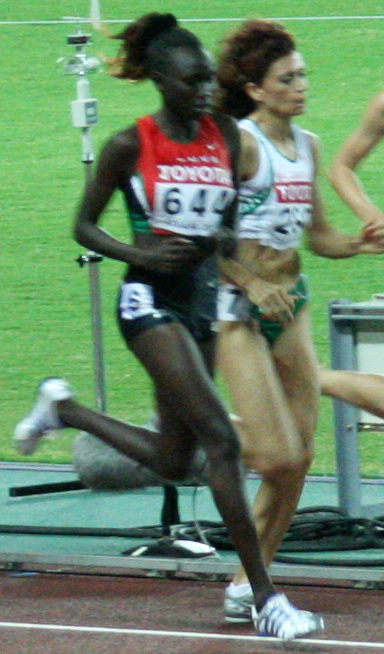
Bronzemedaillengewinnerin Daniela Jordanowa (weißes Trikot) und die später fünftplatzierte Viola Jelagat Kibiwot
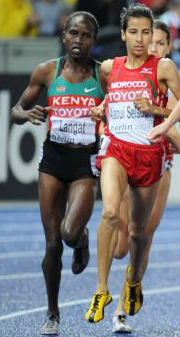
Mariem Alaoui Selsouli (in Rot) belegte Rang vier
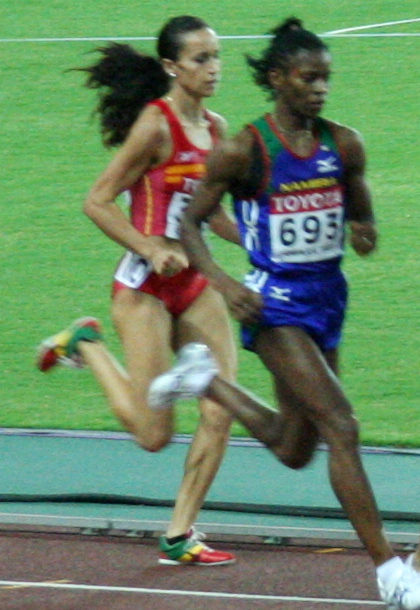
Agnes Samaria (rechts), Platz sechs und Iris Fuentes-Pila, Platz zehn
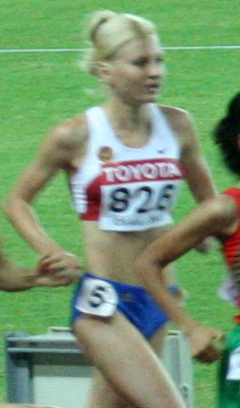
Natalja Pantelejewa kam auf den siebten Platz
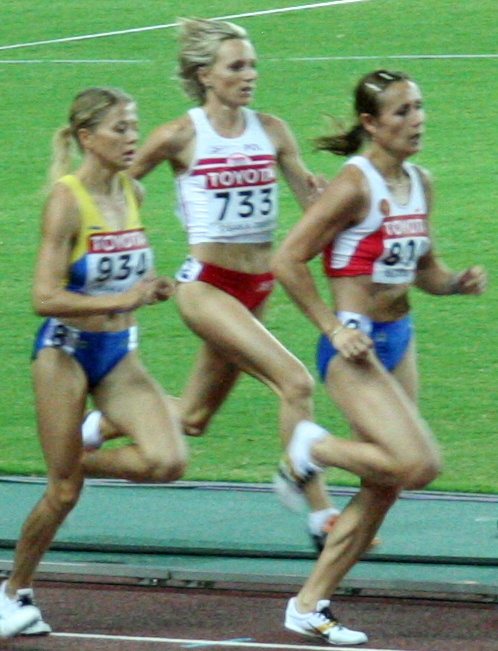
Lidia Chojecka (Mitte), Rang acht, Natalija Tobias (links), Rang neun, Julija Fomenko (vorn), als Dopingsünderin disqualifiziert

## Video
- Maryam Yusuf Jamal - Women's 1500m - 2007 World Championships, youtube.com, abgerufen am 4. November 2020